# Anna Cristino
Anna Cristino (Turín, 28 de diciembre de 2001) es una deportista italiana que compite en esgrima, especialista en la modalidad de florete.
Ganó dos medallas de bronce en el Campeonato Mundial de Esgrima de 2025 y una medalla de oro en el Campeonato Europeo de Esgrima de 2025.

## Palmarés internacional
| Campeonato Mundial | Campeonato Mundial | Campeonato Mundial | Campeonato Mundial  |
| Año                | Lugar              | Medalla            | Prueba              |
| ------------------ | ------------------ | ------------------ | ------------------- |
| 2025               | Tiflis (Georgia)   | Medalla de bronce  | Florete individual  |
| 2025               | Tiflis (Georgia)   | Medalla de bronce  | Florete por equipos |
| Campeonato Europeo |                    |                    |                     |
| Año                | Lugar              | Medalla            | Prueba              |
| 2025               | Génova (Italia)    | Medalla de oro     | Florete por equipos |